# Seznam hejtmanů Libereckého kraje
Hejtman Libereckého kraje je člen Zastupitelstva Libereckého kraje, kterého si tento orgán zvolil do svého čela.

## Seznam
| Č. | Portrét     | Portrét           | Jméno             | Nástup do úřadu    | Opuštění úřadu     | Dny v úřadu | Navrhující strana | Poznámka                                | Volby |
| -- | ----------- | ----------------- | ----------------- | ------------------ | ------------------ | ----------- | ----------------- | --------------------------------------- | ----- |
| 1. |             | není foto         | Pavel Pavlík      | 19. prosince 2000  | 10. prosince 2004  | 1452        | ODS               | projektant                              | 2000  |
| 2. | Petr Skokan | Petr Skokan       | 10. prosince 2004 | 1. prosince 2008   | 1452               | podnikatel  | ODS               | 2004                                    |       |
| 3. |             | Stanislav Eichler | Stanislav Eichler | 1. prosince 2008   | 27. listopadu 2012 | 1457        | ČSSD              | systémový specialista nákladní přepravy | 2008  |
| 4. |             | Martin Půta       | Martin Půta       | 27. listopadu 2012 | úřadující          | 4484        | SLK               | technolog                               | 2012  |
| 4. | 2016        | Martin Půta       | Martin Půta       | 27. listopadu 2012 | úřadující          | 4484        | SLK               | technolog                               |       |
| 4. | 2020        | Martin Půta       | Martin Půta       | 27. listopadu 2012 | úřadující          | 4484        | SLK               | technolog                               |       |
| 4. | 2024        | Martin Půta       | Martin Půta       | 27. listopadu 2012 | úřadující          | 4484        | SLK               | technolog                               |       |